# Туларе (округ)
Шаблон:StateAbbr_ 36°14′ пн. ш. 118°48′ зх. д. / 36.23° пн. ш. 118.8° зх. д.
Округ Туларе, Тулері (англ. Tulare County) — округ (графство) у штаті Каліфорнія, США. Ідентифікатор округу 06107.

## Історія
Округ утворений 1852 року.

## Демографія
За даними перепису
2000 року
загальне населення округу становило 368021 осіб, зокрема міського населення було 298726, а сільського — 69295.
Серед мешканців округу чоловіків було 184010, а жінок — 184011. В окрузі було 110385 домогосподарств, 87061 родин, які мешкали в 119639 будинках.
Середній розмір родини становив 3,67.
Віковий розподіл населення поданий у таблиці:
| Стать    | До 15 років | 15-21 | 22-29 | 30-39 | 40-49 | 50-65 | 65-85 | Понад 85 |
| -------- | ----------- | ----- | ----- | ----- | ----- | ----- | ----- | -------- |
| Чоловіки | 52748       | 23469 | 20857 | 26006 | 23521 | 22129 | 13876 | 1404     |
| Жінки    | 50677       | 21096 | 19396 | 25615 | 23686 | 22904 | 17704 | 2933     |

## Суміжні округи
- Фресно — північ
- Іньйо — схід
- Керн — південь
- Кінгс — захід

## Виноски
1. ↑  Pronounce Names (20 квітня 2015), How to pronounce Tulare (American English/US) - PronounceNames.com, процитовано 27 квітня 2018
2. ↑  U.S. Decennial Census. United States Census Bureau. Архів оригіналу за 4 квітня 2018. Процитовано 31 травня 2014.
3. ↑  Historical Census Browser. University of Virginia Library. Архів оригіналу за 11 серпня 2012. Процитовано 31 травня 2014.
4. ↑  Population of Counties by Decennial Census: 1900 to 1990. United States Census Bureau. Архів оригіналу за 24 вересня 2015. Процитовано 31 травня 2014.
5. ↑  Census 2000 PHC-T-4. Ranking Tables for Counties: 1990 and 2000 (PDF). United States Census Bureau. Архів оригіналу (PDF) за 18 грудня 2014. Процитовано 31 травня 2014.
6. ↑  State & County QuickFacts. United States Census Bureau. Архів оригіналу за 21 липня 2011. Процитовано 6 квітня 2016. [Архівовано 2011-06-06 у Wayback Machine.](англ.) Наведено за англійською вікіпедією.
7. ↑  American FactFinder. Бюро перепису населення США. Архів оригіналу за 26 лютого 2012. Процитовано 31 січня 2008. [Архівовано 2008-05-21 у Wayback Machine.]

| США | Це незавершена стаття з географії США. Ви можете допомогти проєкту, виправивши або дописавши її. |